# Škoda 61E
ČD 183 – lokomotywa elektryczna produkowana w zakładach Škody w Pilźnie w 1971 dla kolei czechosłowackich. W 2011 elektrowozy były w okresie eksploatacji dozorowanej w dolnośląskiej spółce Pol-Miedź Trans, a we wrześniu 2011 otrzymały świadectwo dopuszczające do ruchu kolejowego. Lokomotywy są eksploatowane przez kilku polskich przewoźników kolejowych po modernizacji w ZNTK Oleśnica, podczas których otrzymały pantografy połówkowe. Pozostałe lokomotywy posiadają dopuszczenie do kursowania do stacji granicznej w Chałupkach.
Obecnie są obsługiwane przez Inter Cargo, Rail Polska, HSL Polska, Ecco Rail i Alza Cargo.

## Eksploatacja w Polsce

### Pol-Miedź Trans
Od września 2011 roku przewoźnik Pol-Miedź Trans eksploatował cztery lokomotywy serii 183. W październiku do służby u przewoźnika weszła lokomotywa 183 039, która wcześniej pełniła służbę w PUK Kolprem, a w listopadzie również trafił pojazd 183 023. Ogółem przewoźnik posiadał sześć lokomotyw serii 183 wypożyczonych od ZSSK Cargo.
W 2016 roku wszystkie lokomotywy zostały zwrócone ZSSK Cargo.

### Rail Polska
W latach 2012–2015 Rail Polska wypożyczyła dziewięć lokomotyw serii 183. Obecnie przewoźnik dzierżawi pięć lokomotyw tej serii.

### PUK Kolprem
W lipcu 2011 roku w PUK Kolprem rozpoczęła służbę lokomotywa 183 039. Była to pierwsza służba tej maszyny w Polsce. W październiku pojazd zakończył służbę dla przewoźnika i trafił do Pol-Miedź Trans.
W marcu 2014 roku do przewoźnika trafiły dwa wydzierżawione od Bulk Transshipment Slovakia egzemplarze serii 183 o numerach 016 i 029, a w czerwcu również pojazd 183 020. Na przełomie 2016/2017 zakończyły służbę dla Kolpremu i dwie zostały przekazane do Inter Cargo, a jedna do Lotosu.

### Karpiel
W 2018 roku brzeski terminal kontenerowy Karpiel eksploatował dwie lokomotywy serii 183 wypożyczone od słowackiego przewoźnika ExpressGroup a.s. Bratislava. Na przełomie roku 2019/2020 pojazdy trafiły do Ecco Rail.

### Lotos Kolej
W styczniu 2015 roku Lotos Kolej wydzierżawiło używaną niedawno w STK lokomotywę 183 010. W listopadzie pojazd zakończył służbę dla Lotosu i trafił z powrotem do STK.
W 2017 i 2018 roku do Lotos Kolej trafiły dwa egzemplarze wypożyczone od Bulk Transshipment Slovakia. W lutym 2020 oba pojazdy trafiły do Inter Cargo.

### STK
W listopadzie i grudniu 2011 roku STK rozpoczęło eksploatację dwóch lokomotyw serii 183 o numerach 007 i 032. 23 maja 2012 roku flota STK zwiększyła się o trzy kolejne lokomotywy. Od stycznia do listopada 2015 roku Lotos Kolej dzierżawił lokomotywę 183 010.
W 2015 roku lokomotywy serii 183 wypożyczone w 2011 roku zakończyły służbę dla przewoźnika. Pozostałe egzemplarze jeździły dla STK do 2017 roku po czym trafiły następnie do Inter Cargo.

### Transoda / Ciech Cargo
W styczniu 2015 roku Ciech Cargo rozpoczęło eksploatację lokomotywy 183 032, a w październiku tego samego roku również eksploatacje 183 007. Oba pojazdy były własnością ZSSK Cargo. Rok później oba lokomotywy trafiły do Inter Cargo.

### Inter Cargo
Inter Cargo jest operatorem, który obsługuje największą liczbę lokomotyw serii 183 w Polsce.
W 2016 roku przewoźnik rozpoczął eksploatacje czterech lokomotyw z serii 183 o numerach: 003, 007, 016 i 032. Były to pojazdy które wcześniej pełniły służbę w Ciech Cargo, PUK Kolprem i Rail Polska.
W 2017 roku do służby w Inter Cargo trafiło dziewięć kolejnych lokomotyw serii 183, a w latach 2018–2019 dwa następne pojazdy, jednak w 2018 roku HSL Polska wypożyczyła dwa wcześniej eksploatowane w Inter Cargo lokomotywy o numerach 014 i 016, a w grudniu 2019 roku również został wypożyczona lokomotywa 183 010 dla HSL Polska.
W lutym 2020 roku do Inter Cargo trafiły również lokomotywy 183 020 i 183 040, które wcześniej odbywały służbę dla Lotosu. 4 kwietnia 2020 roku cztery lokomotywy serii 183 o numerach: 003, 007, 015 i 032 zakończyły służbę w Inter Cargo i zostały zwrócone słowackiemu właścicielowi Bulk Transshipment Slovakia a.s..

### HSL Polska
W 2018 roku przewoźnik wypożyczył dwie lokomotywy 183 wcześniej obsługiwane we flocie Inter Cargo. W grudniu 2019 roku trafił kolejny pojazd i jeżdżą do dziś.